# Naturalism (literatură)
acest articol este despre literatură, pentru ansamblul pluridisciplinar de științe ale naturii vezi Naturalism
Naturalismul este o ramură a realismului, o mișcare literară proeminentă la sfârșitul secolului XIX în Franța și în restul Europei.
Scriitorii naturaliști au fost influențați de către teoria evoluționistă a lui Charles Darwin. Aceștia credeau că ereditatea unei persoane și mediul decid caracterul acesteia. În timp ce realismul încearcă doar să descrie subiecții așa cum sunt ei în realitate, naturalismul radicalizează principiile estetice ale realismului în direcția reprezentării aspectelor dure, brutale ale realității. 
Ambele sunt opuse Romantismului, în care subiecții au o simbolistică profundă, sunt idealistici și cu puteri supranaturale. Naturalismul considera că mediul socio-cultural exercită o influență absolut covârșitoare în apariția și dezvoltarea personalității umane. De asemenea studiau elemente umane tarați, alcoolici, criminali, sau persoane alterate genetic de un mediu social viciat. 
Observațiile lor în materie de psihologie erau totuși rudimentare având în vedere că psihologia se dezvoltă abia după apariția teoriilor lui Sigmund Freud.
Naturaliștii au adoptat de asemenea tehnica descrierii detaliate de la predecesorii lor imediați, realiștii.
Principalul susținător al naturalismului a fost Émile Zola, care a scris un tratat despre subiect ("Le roman experimental") și a folosit stilul în multele sale romane. Alți autori francezi influențați de Zola sunt Guy de Maupassant, Joris-Karl Huysmans și frații Goncourt. 
Elementele naturaliste se găsesc în literatura română în unele nuvele ale lui Caragiale și Delavrancea sau în proza lui Liviu Rebreanu. Adesea termenul naturalism este folosit de către criticii literari cu un sens mai general, care îl apropie de cel al termenului realism, subliniind conformitatea cu natura, fidelitatea față de realitate a reprezentării artistice.

## Naturalism filosofic
În timp ce naturalismul literar este similar în definiție cu cel filozofic și cu mișcările artistice care poartă același nume, acestea nu au avut niciodată vreo legătură și nici nu au avut o importanță mare pentru acesta. Muzica din acea perioadă, totuși, a fost influențată la un moment dat de acesta.
Puțin înainte de 1900, simbolismul și neoromantismul au apărut ca reacții la naturalism și realism.